# Leufuichthys minimus
Leufuichthys minimus è un pesce osseo estinto, appartenente ai clupeomorfi. Visse nel Cretaceo superiore (Turoniano - Coniaciano, circa 91 - 88 milioni di anni fa) e i suoi resti fossili sono stati ritrovati in Sudamerica.

## Descrizione
Questo pesce era di piccole dimensioni e non doveva superare i 6 centimetri di lunghezza. Era caratterizzato dalla presenza di scudi addominali, che proteggevano un addome moderatamente convesso. La pinna anale possedeva una base allungata, mentre la pinna caudale era dotata di raggi molto allungati. Erano presenti tre uroneurali e due epurali. Le scaglie erano cicloidi. Leufuichthys era molto simile a un altro clupeomorfo del Cretaceo africano, Kwangoclupea, soprattutto per quanto riguarda la pinna anale allungata; tuttavia, al contrario di Kwangoclupea l'addome non era particolarmente sviluppato.

## Classificazione
Leufuichthys minimus venne descritto per la prima volta nel 2011, sulla base di resti fossili ritrovati nella formazione Portezuelo, in Patagonia (Argentina). Leufuichthys era un rappresentante dei clupeomorfi, il grande gruppo di pesci comprendenti l'ordine attuale dei clupeiformi (aringhe, acciughe e sardine) e l'ordine estinto degli ellimmittiformi, oltre a una quantità di forme arcaiche estinte. 

## Paleoecologia
Leufuichthys minimus era un piccolo pesce d'acqua dolce. 